# Lepyronia v-nigrum
Lepyronia v-nigrum är en insektsart som beskrevs av Jacobi 1921. Lepyronia v-nigrum ingår i släktet Lepyronia och familjen spottstritar. Inga underarter finns listade i Catalogue of Life.